# Keeron Benito
Keeron Benito (Port of Spain, 9 settembre 1983) è un ex calciatore trinidadiano, di ruolo centrocampista.